# Klokočov (okres Čadca)
Klokočov je obec v okrese Čadca na Slovensku v regionu Kysuce. Žije v ní přibližně 2 200 obyvatel. Součástí Klokočova je také slovenská část osady Konečná, jejíž západní část patří Česku.

## Historie
První písemná zmínka o vesnici pochází z roku 1954.

## Přírodní poměry
Vesnice leží ve výšce okolo 555 metrů a její katastrální území má výměru 51,170 km². Patří do něj i slovenská část Polomského hřebene Moravskoslezských Beskyd. Nejvyšším vrcholem je Malý Polom (1061 metrů) na hranicích. 
Vesnicí vede hranice chráněné krajinné oblasti Kysuce. U vsi se nachází přírodní rezervace Polková a Klokočovské skály.

## Doprava
Vesnicí vede Silnice II/484, na které se nachází hraniční přechod Bílá–Klokočov.

## Pamětihodnosti
- římskokatolický kostel Božského Srdce Ježíšova z roku 1928.